# Quà tặng của những nhà thông thái
"Quà tặng của những nhà thông thái" (nhan đề gốc tiếng Anh "The Gift of the Magi"), là một truyện ngắn nổi tiếng của nhà văn người Mỹ O. Henry, có nội dung kể về một cặp vợ chồng trẻ và cách họ đối phó với những thách thức của việc mua quà tặng Giáng sinh bí mật cho nhau với số tiền ít ỏi mà họ có. Cốt truyện và tình huống trớ trêu của cuối truyện là một câu chuyện tình cảm động với một bài học đạo đức về cách tặng quà và trở thành một câu chuyện phổ biến để thích ứng với những tình huống trớ trêu và biểu lộ tình cảm cho nhau trong những dịp đặc biệt, nhất là trong mùa Giáng sinh.
Truyện ngắn này được in lần đầu ngày 10 tháng 4 năm 1906. Đây là một trong các truyện của O. Henry được độc giả phương Tây yêu thích nhất và cũng có thể được xem là một trong những truyện ngắn về Giáng Sinh hay nhất mọi thời đại.

## Cốt truyện
James [Jim] Dillingham Young và vợ của anh là Della là một cặp vợ chồng trẻ, những người, mặc dù có rất nhiều tình yêu cho nhau nhưng lại có quá ít tiền để chỉ có thể cư trú trong một căn hộ nhỏ, nghèo và đơn giản. Tuy nhiên, vào lễ Giáng sinh, dù chỉ còn số tiền 1 đồng đô la 87 xu, Della quyết định mua một sợi dây cho mặt đồng hồ bỏ túi quý giá của James, là một đồng hồ được gia truyền nhưng James chưa bao giờ có tiền mua sợi dây đeo xứng đáng. Một sợi dây bằng bạch kim "thiết kế đơn giản không cầu kỳ" nhưng "khẳng định chính xác giá trị của nó chỉ bởi chính bản thân nó chứ không bởi sự lòe loẹt bên ngoài... Nó cũng giống như anh ấy. Thầm lặng nhưng đầy giá trị", với giá 21 đô la . Để có thể đủ tiền, nàng quyết định cắt mái tóc dài và đẹp của mình, thứ quý giá nhất mà nàng có, để bán cho tiệm làm tóc giả. Trong khi đó, Jim quyết định bán đồng hồ quý giá của mình để mua một bộ kẹp tóc có đính đá quý cho Della, mà cô vẫn thường thích có để trang trí cho mái tóc tuyệt vời của cô. Cả hai đều đã vui vẻ vì nghĩ rằng có thể làm cho người kia bất ngờ và ngạc nhiên về món quà độc đáo của mình, nhưng mặc dù thất vọng là họ không còn có thể sử dụng được những món quà, cả hai có thể cảm nhận được tình yêu của nhau vì cả hai đã hy sinh cho nhau để mua món quà quý nhất mà người kia thích.

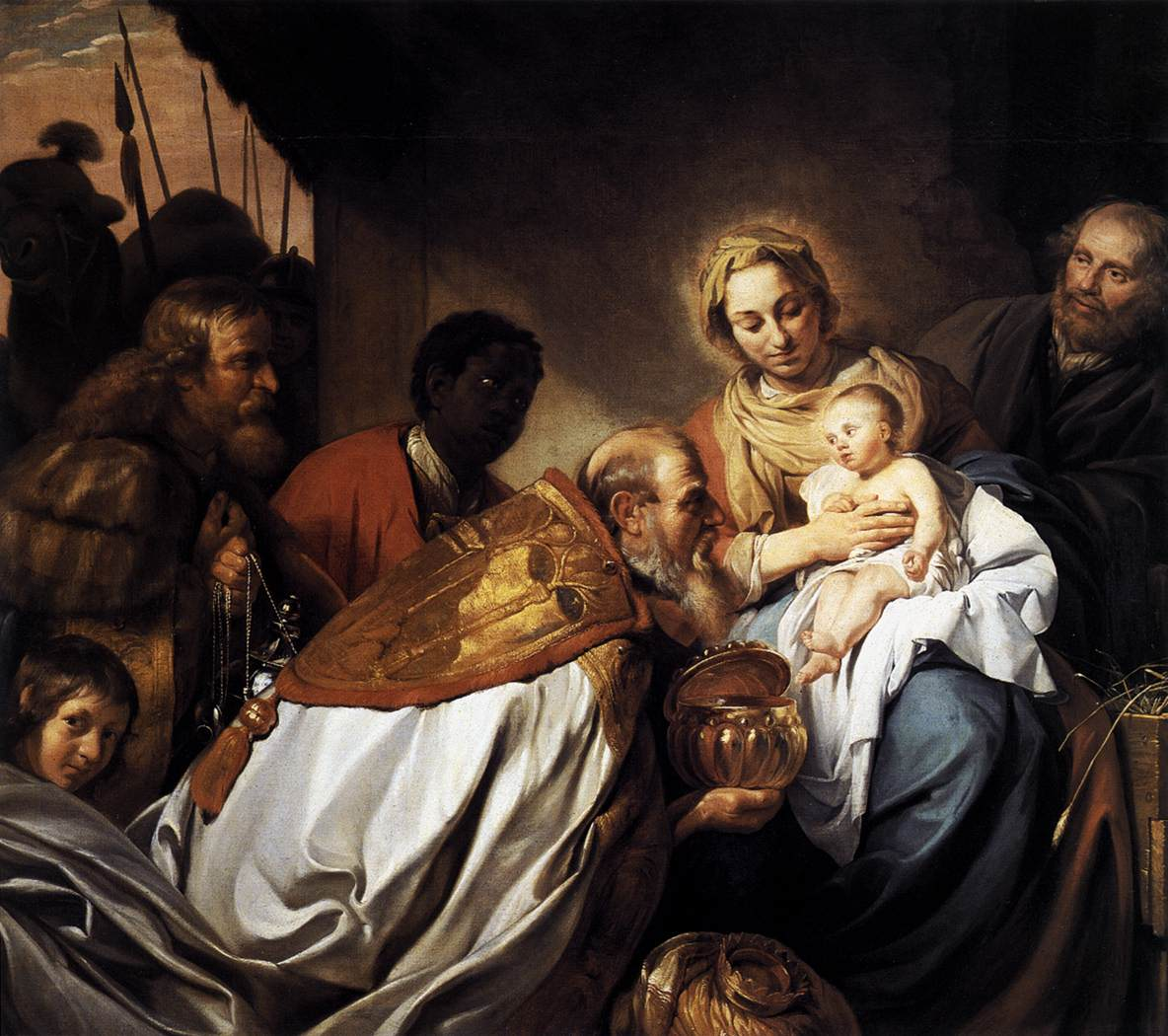
Tranh vẽ của Jan de Bray năm 1674 về cảnh ba vua (hay ba nhà thông thái, đạo sĩ) mang quà đến tặng Chúa và tạo thành phong tục tặng quà Giáng sinh

Người kể chuyện (O. Henry) kết thúc câu chuyện bằng cách so sánh sự hy sinh cho nhau của các cặp vợ chồng và của các nhà thông thái (hoặc là ba vua, ba đạo sĩ) từ phương Đông đến mừng Chúa Jesus lúc vừa sinh ra, khi xưa:
| “ | Như bạn biết đấy, những nhà thông thái là những con người khôn ngoan. Thật sự vô cùng khôn ngoan sáng suốt. Ba người thông thái đó đã mang đến những món quà dâng tặng Chúa Hài Đồng (Jesus) khi Người được sinh ra trong máng cỏ và họ cũng sáng tạo ra nghệ thuật tặng quà Giáng Sinh. Vì họ là những nhà thông thái, nên chắc là quà của họ cũng rất thông minh, và có thể họ nhận được những đặc ân trở lại. Và ở đây, tôi đã vụng về kể cho bạn nghe một câu chuyện không có hậu về hai cô cậu khờ dại trong một căn hộ nghèo nàn, đã hy sinh những tài sản quý giá của mình một cách không khôn ngoan chút nào. Nhưng lời cuối cùng để nói với những người khôn ngoan thời buổi này là trong những người tặng quà, hai người này là khôn ngoan nhất. Và tất cả những ai trao quà theo cách của họ, kể cả người cho và người nhận, ở bất cứ nơi đâu, đều là khôn ngoan nhất. Họ chính là những nhà thông thái thật sự. | ” |

## Phim ảnh, kịch
Nhiều vở kịch, kể cả những vở kịch phỏng theo đã được dàn dựng theo cốt truyện này. Các phim The Sacrifice (1909), Love's Surprises Are Futile (1916), The Gift of the Magi (1917), Dary magów (Ba Lan, 1972), một phần của O. Henry's Full House (1952), The Gift of Love (1978), The Gift of the Magi (1958), Christmas Eve on Sesame Street (1978), Mickey's Once Upon A Christmas Gift (1999), The Gift of the Magi (2001), Raincoat (2004) của đạo diễn Rituparno Ghosh,... cũng dựa trên cốt truyện này.